# Bécs történelmi központja

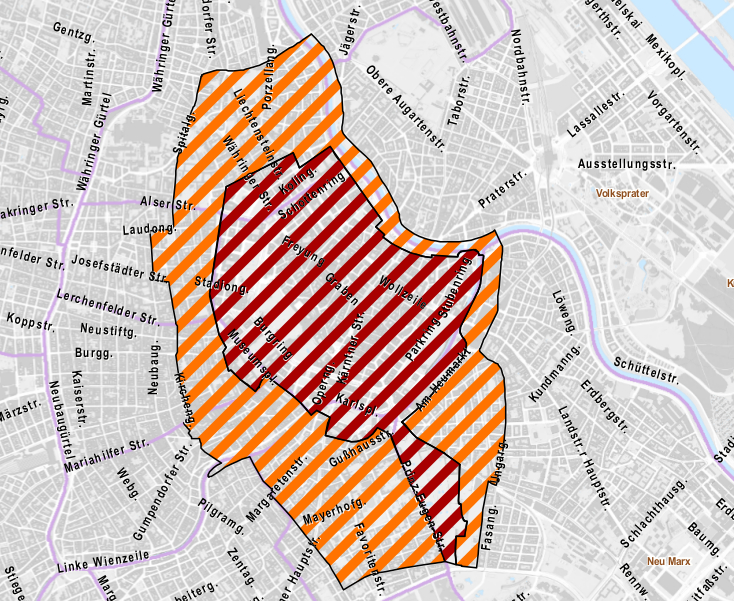
Vörössel jelölve a magterület, naranccsal a pufferzóna

Bécs történelmi központja Bécs két világörökségi helyszínének egyike (a másik Schönbrunn). A belső és külső övezetre (azaz a világörökségi magterületre és a pufferzónára) oszló terület nagysága 8,33 km². A helyszín 2001 óta szerepel a listán, 2017-ben pedig a toronyházépítések miatt veszélyeztetett örökséggé vált.
A középkor, a barokk és a wilhelmini (Vilmos-) korszak (1870–1914) rendkívüli módon tükröződik az építészetében.

## A helyszín

### Magterület
A világörökségi helyszín magterülete 371 hektárt foglal el, és kb. 1600 épületet tartalmaz. Az örökséggel lefedett rész:
- Az 1. kerület (Innere Stadt), kivéve a Duna-csatorna partját.
- A 3. kerületből (Landstraße) egyebek között a Belvedere és a Stadtpark.
- A 4. kerületből (Wieden) mindenekelőtt a Karlsplatz a Károly-templommal.
- A 7. kerületből (Neubau) említést érdemel a MuseumsQuartier és a Volkstheater.
- Végül a magterülethez tartozik a 9. kerület (Alsergrund) egy darabja, egyebek között a Fogadalmi templom.

Válogatás a magterület látnivalóiból
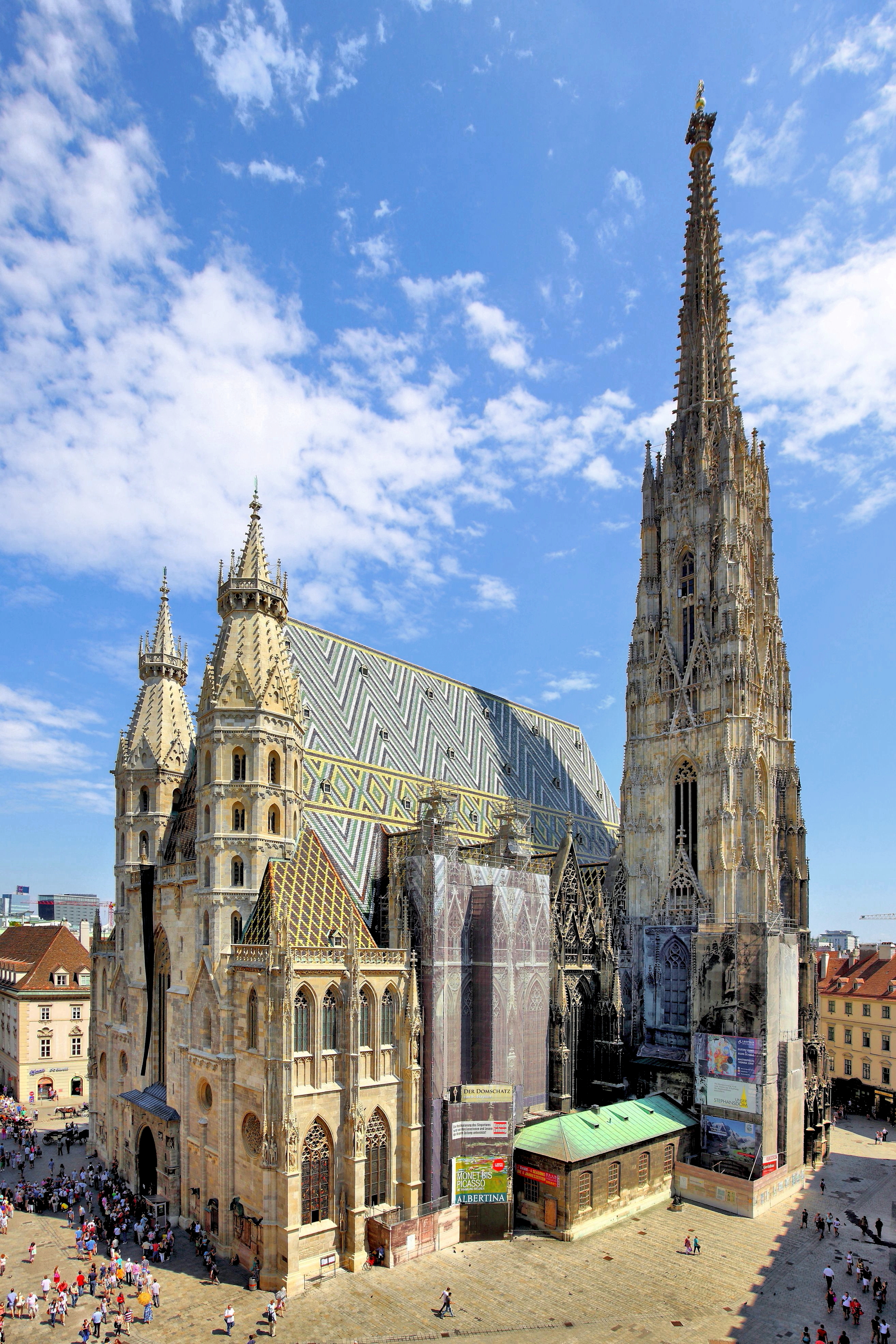
Szent István-székesegyház
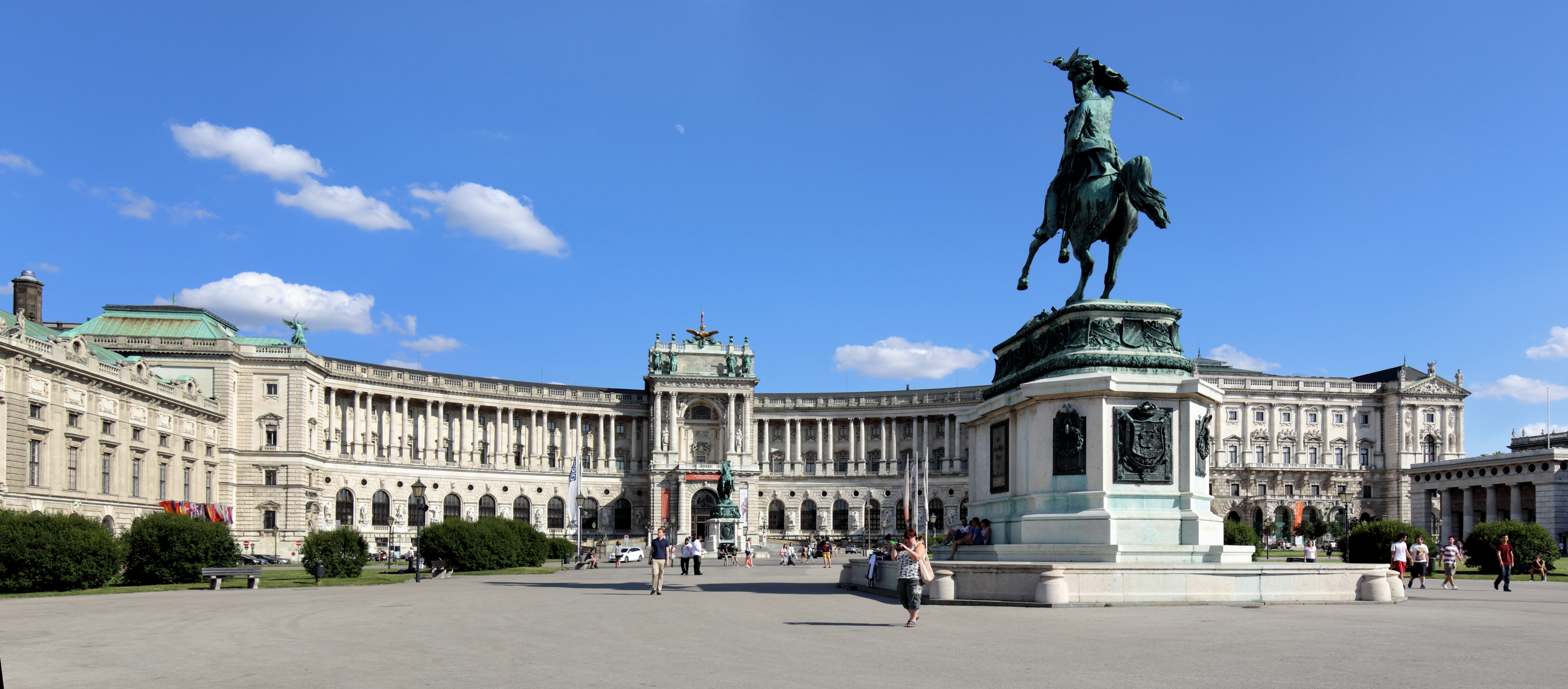
Hofburg
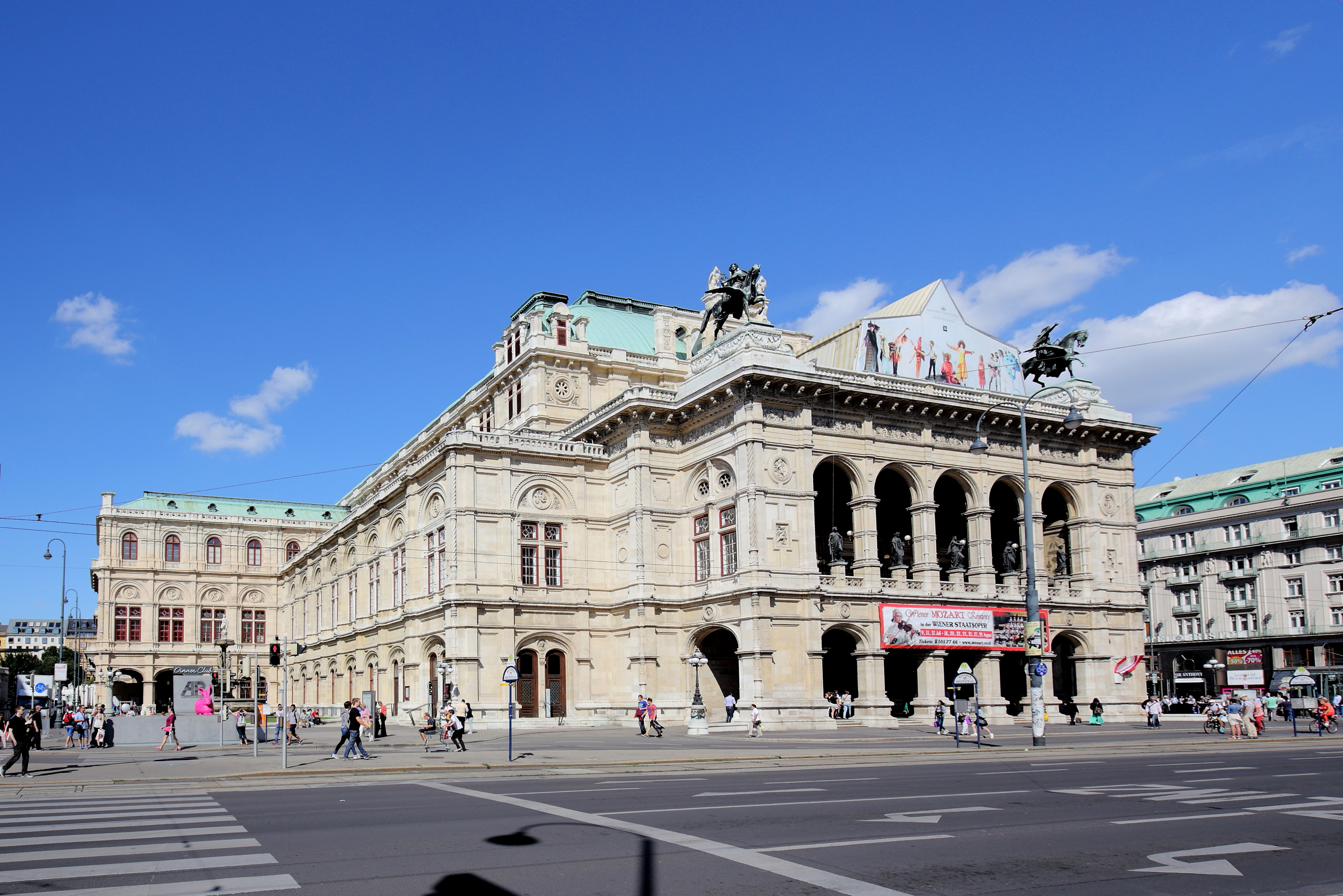
Staatsoper
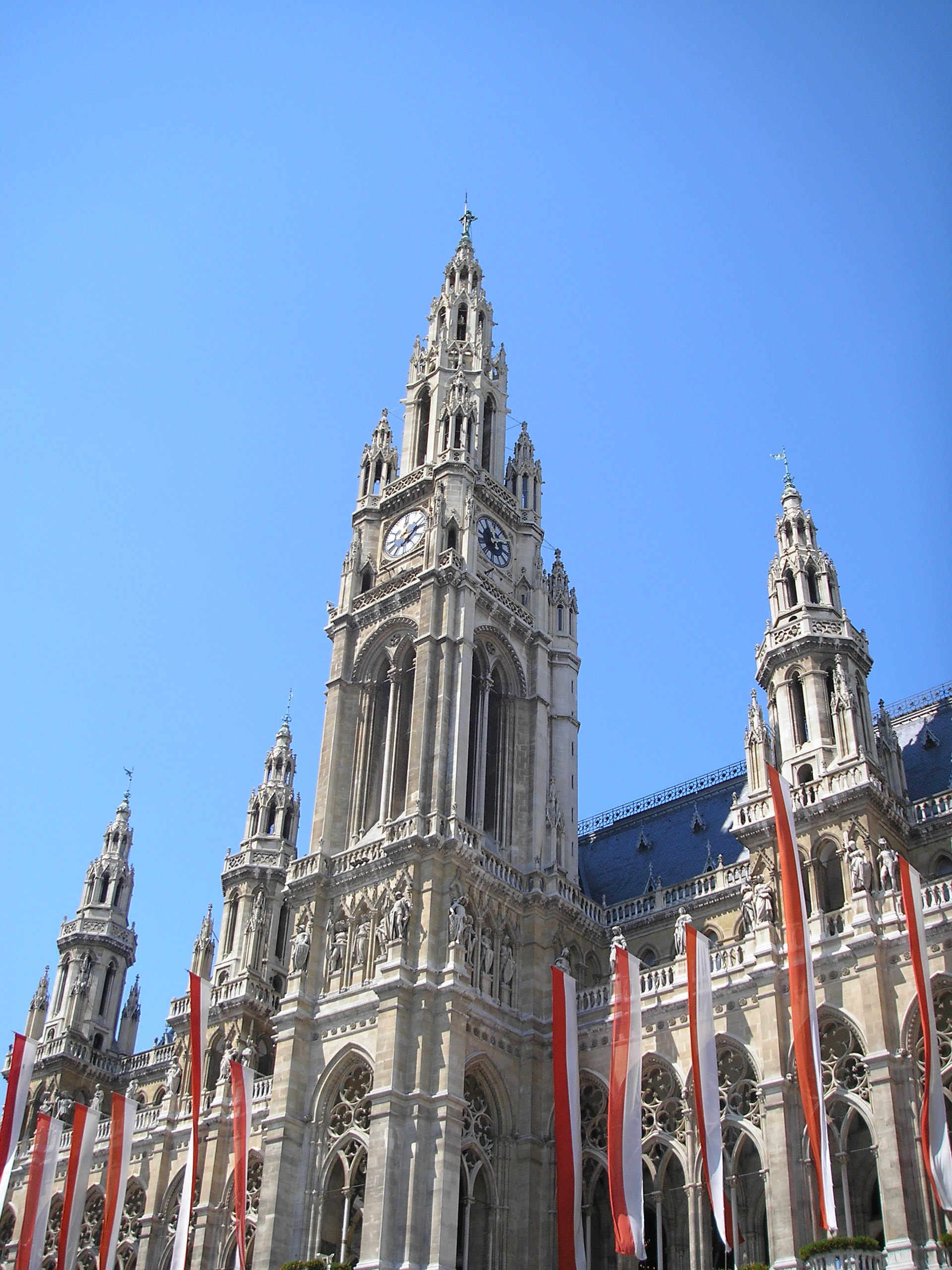
Városháza
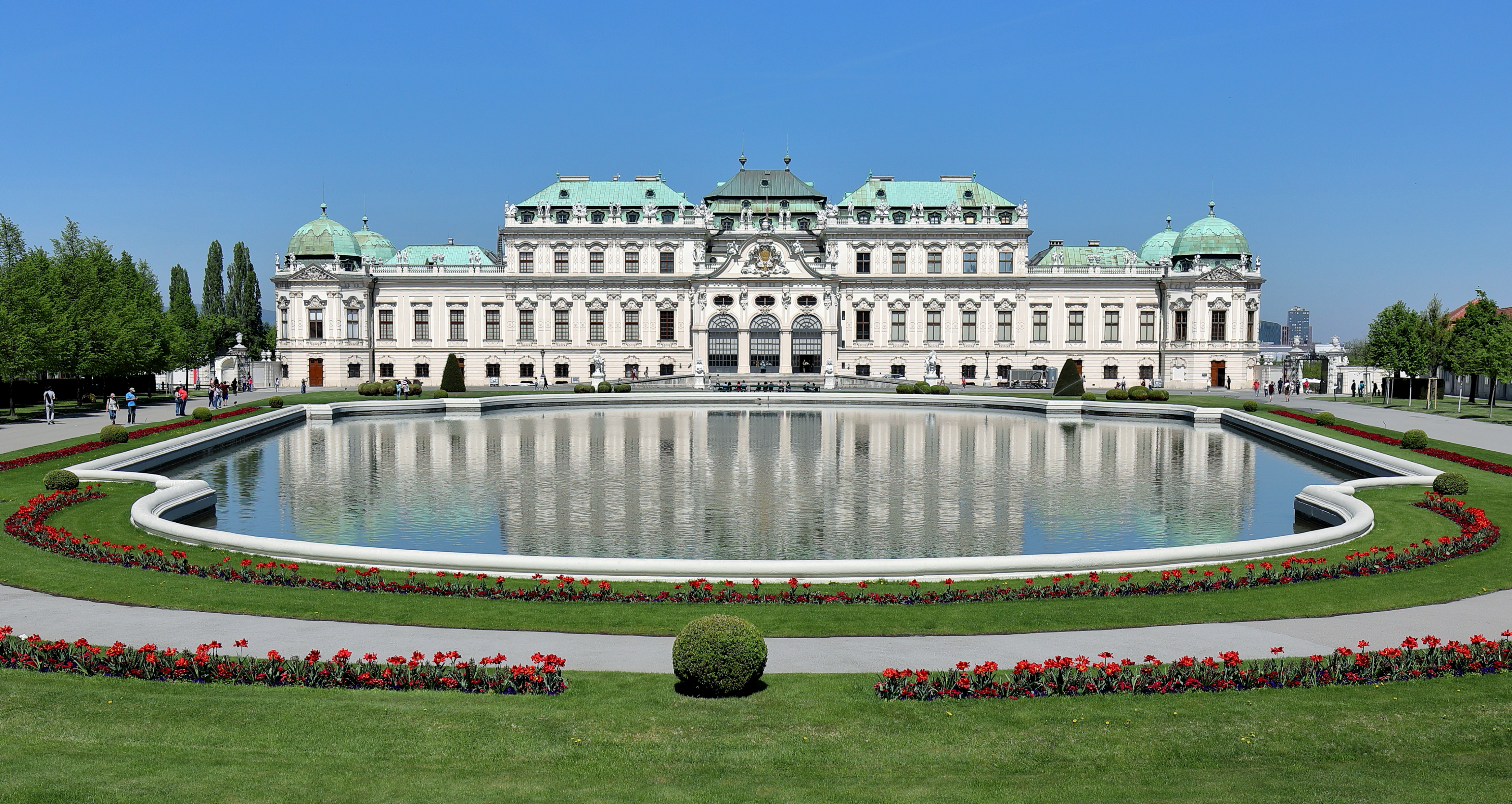
Belvedere
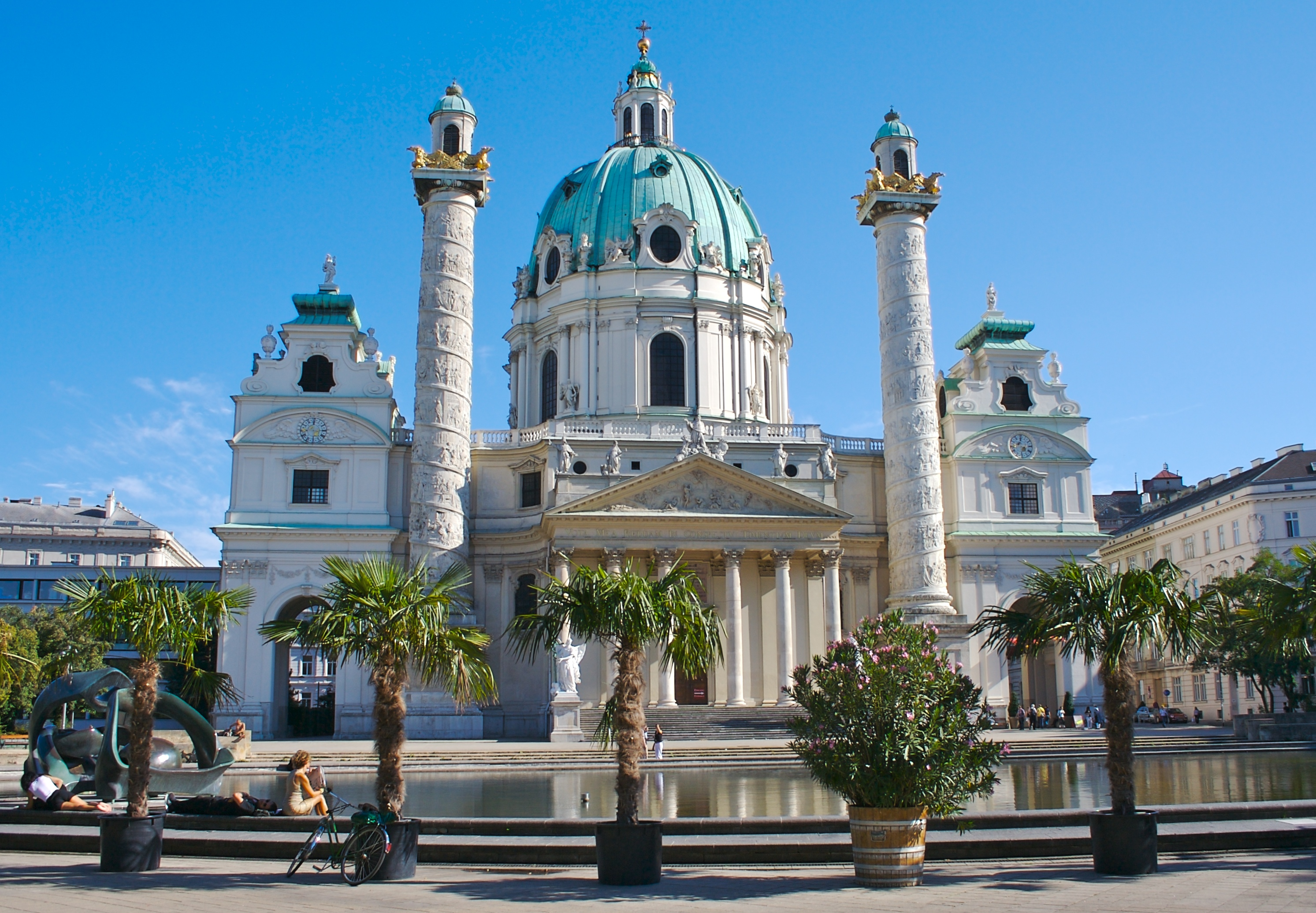
Károly-templom
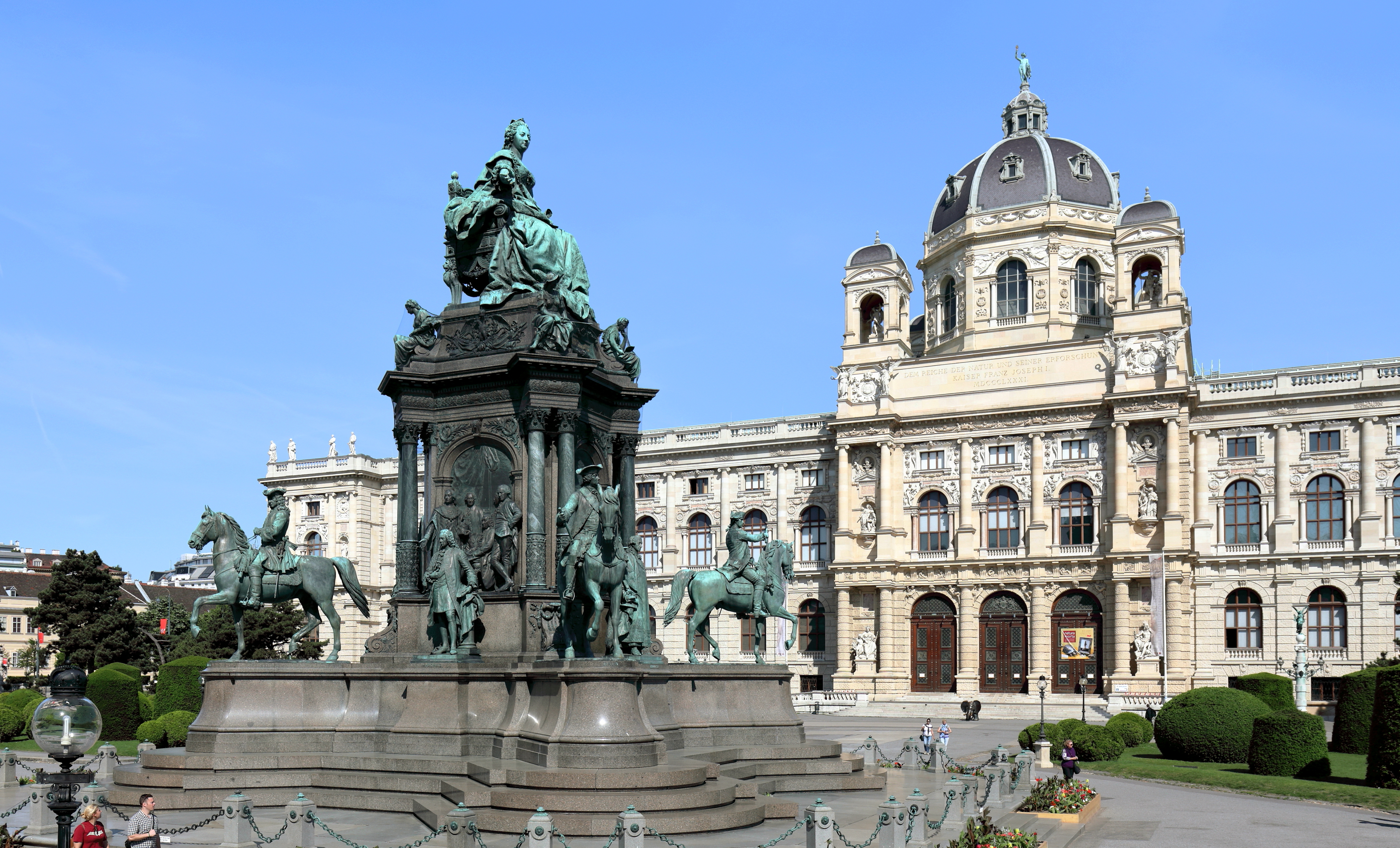
Természettudományi Múzeum
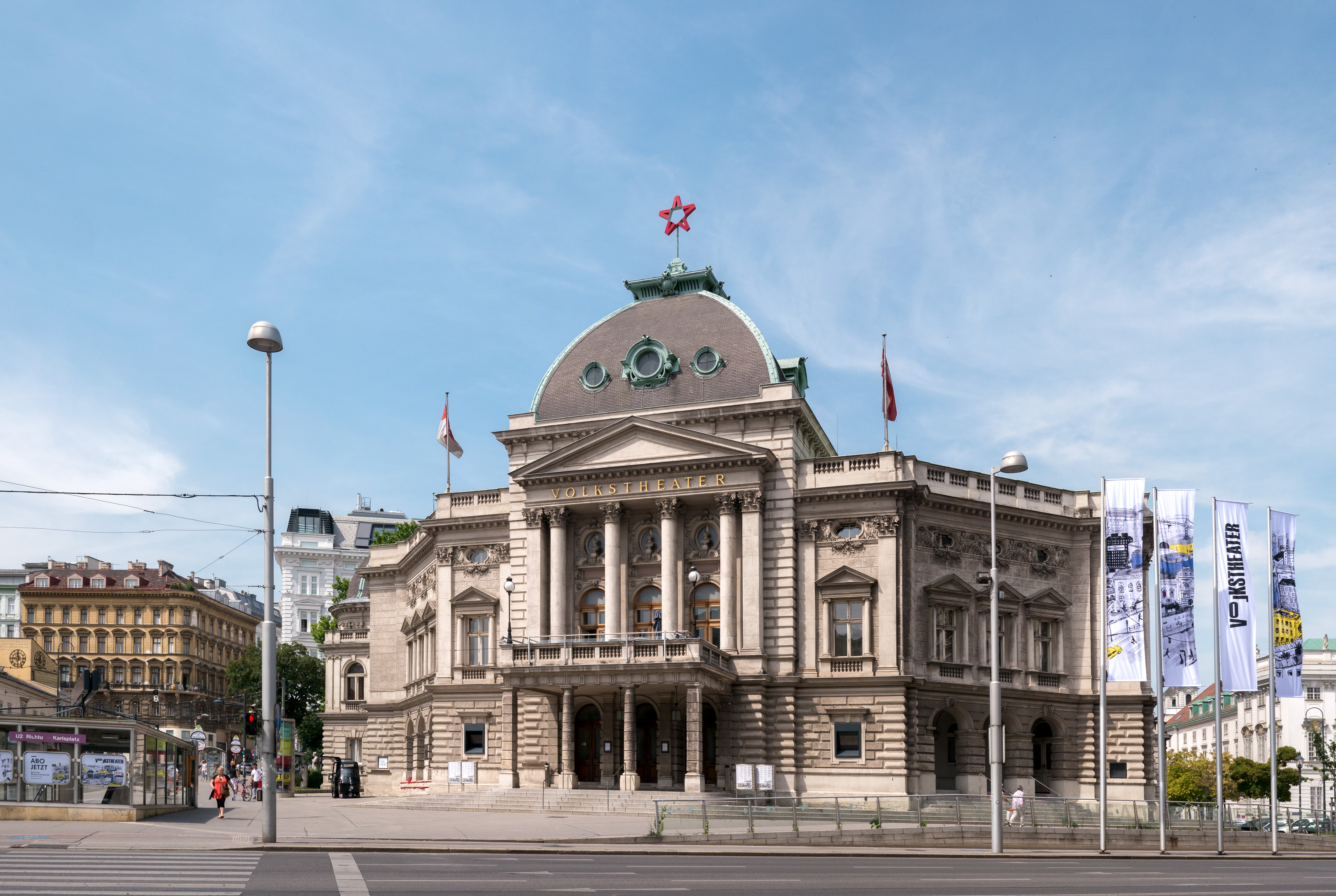
Volkstheater
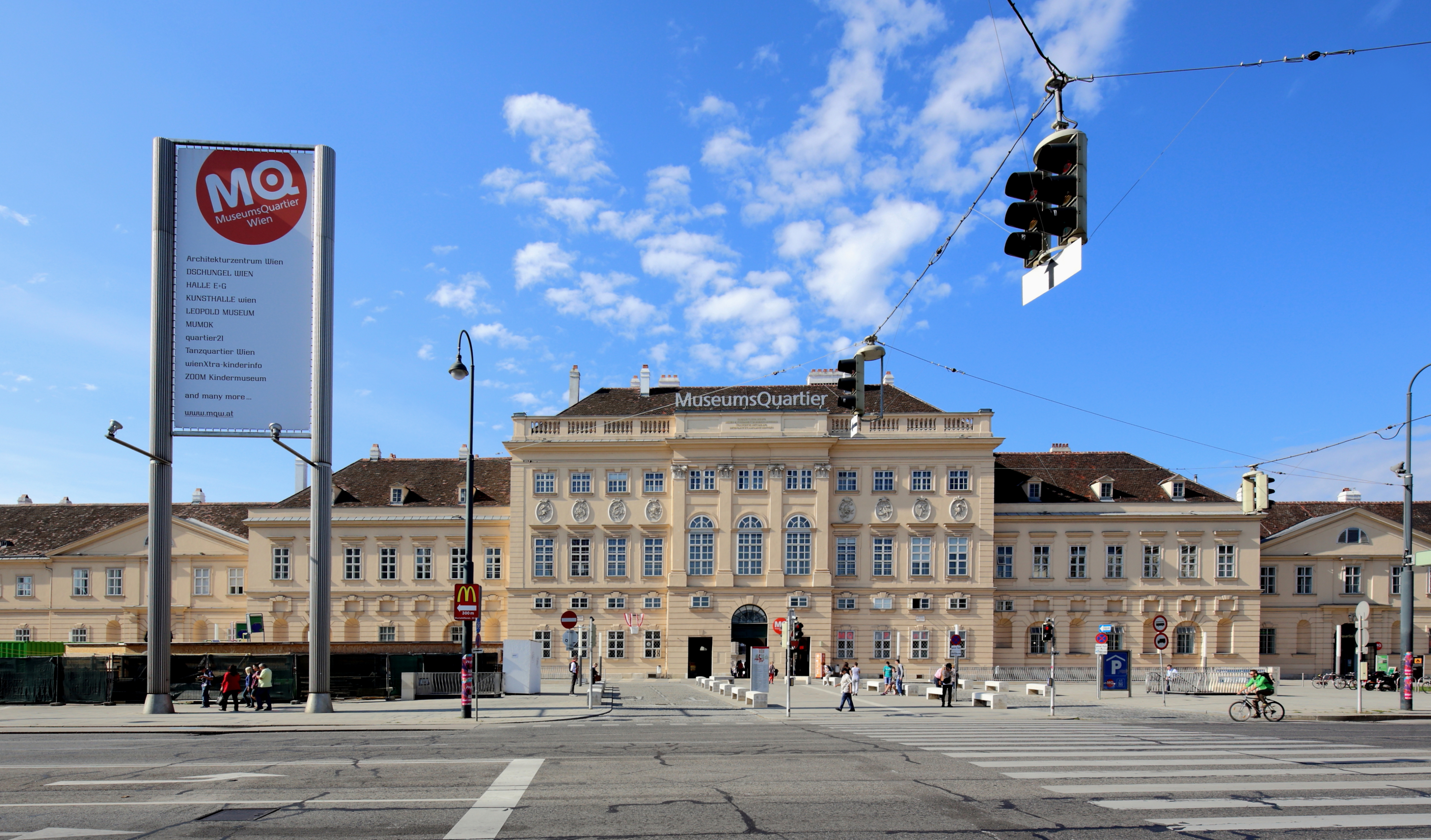
MuseumsQuartier
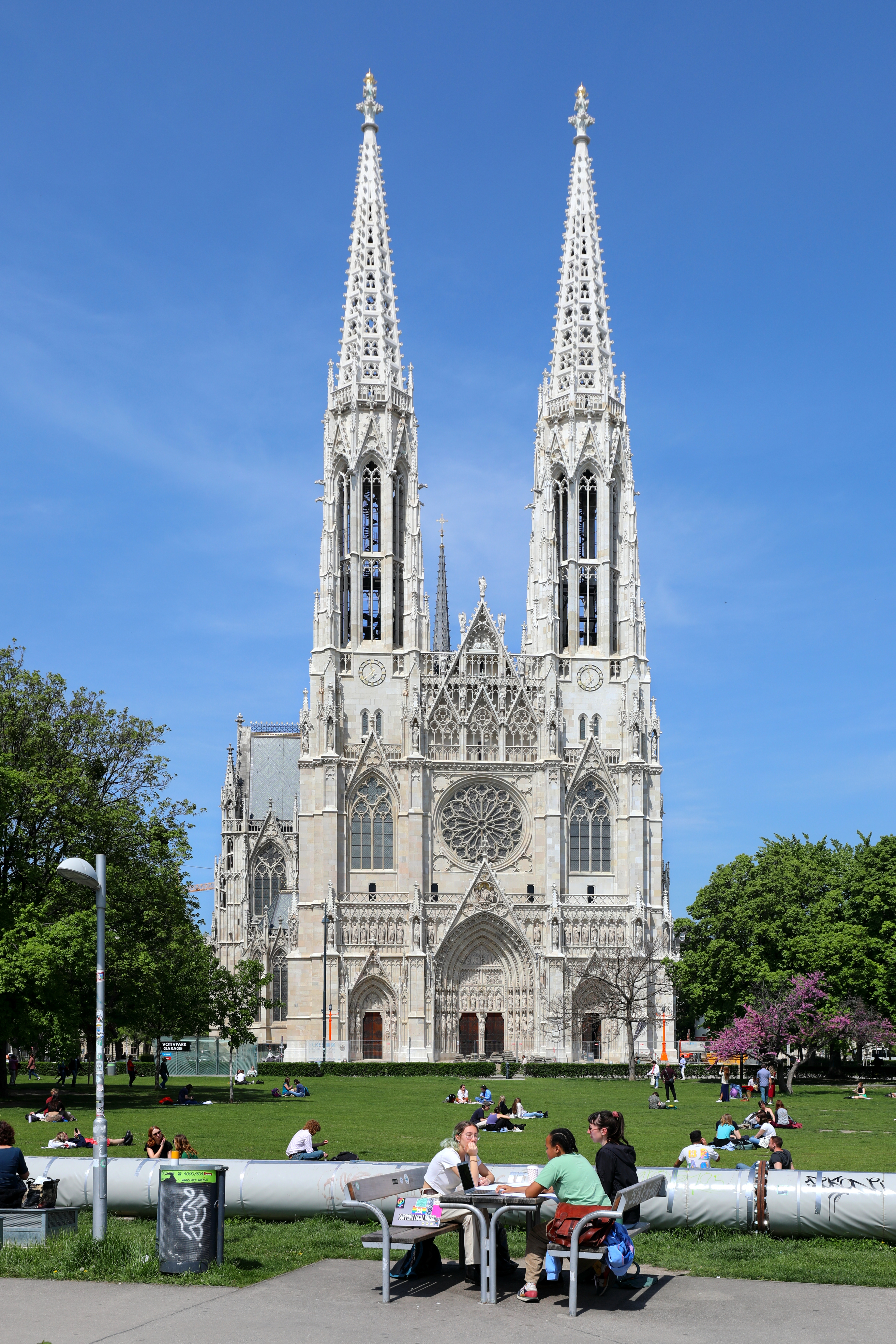
Fogadalmi templom

### Pufferzóna
A pufferzóna nem tartozik az örökségi területhez, hanem annak fokozott védelmét szolgálja. Gyűrűformában veszi körül az örökségi területet; kiterjedése 462 hektár, és 2950 épületet foglal magába.
A zónához tartozik a Duna-csatorna mindkét partja Alsergrund, Brigittenau, Innere Stadt, Landstraße és Leopoldstadt kerületekben a Friedensbrücke és az Ulrichgasse között. Alsergrund és Landstraße számos olyan része is a zónához tartozik, amelyek a magterületen kívül esnek, valamint Wieden nagy része. Ezzel szemben az 5. kerületnek csak egy Wien folyó menti keskeny sávja része a zónának. További területek a 6. (Mariahilf), 7. (Neubau) és a 8. (Josefstadt) kerületekhez tartoznak.

Válogatás a pufferzóna látnivalóiból
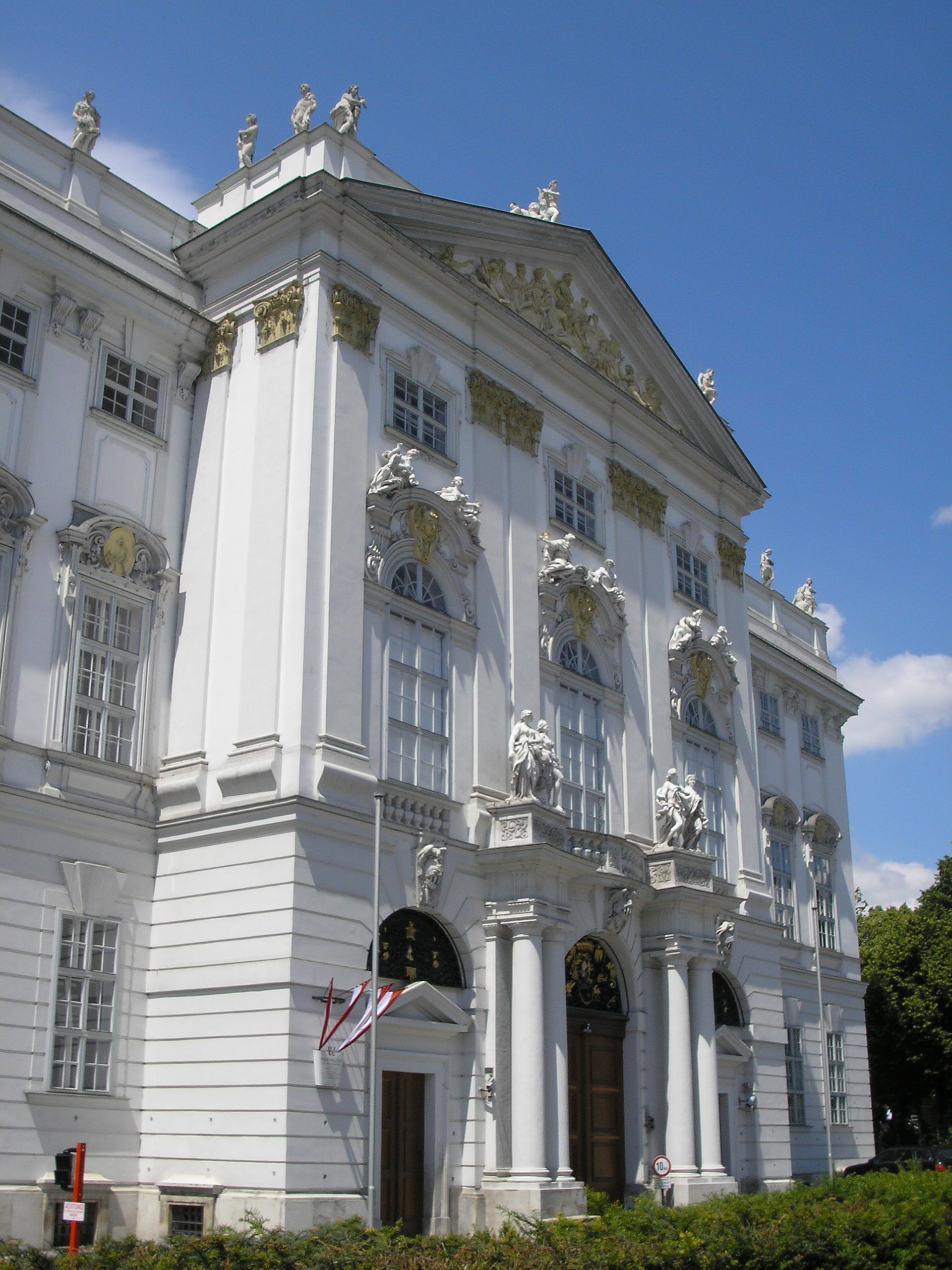
Trautson-palota
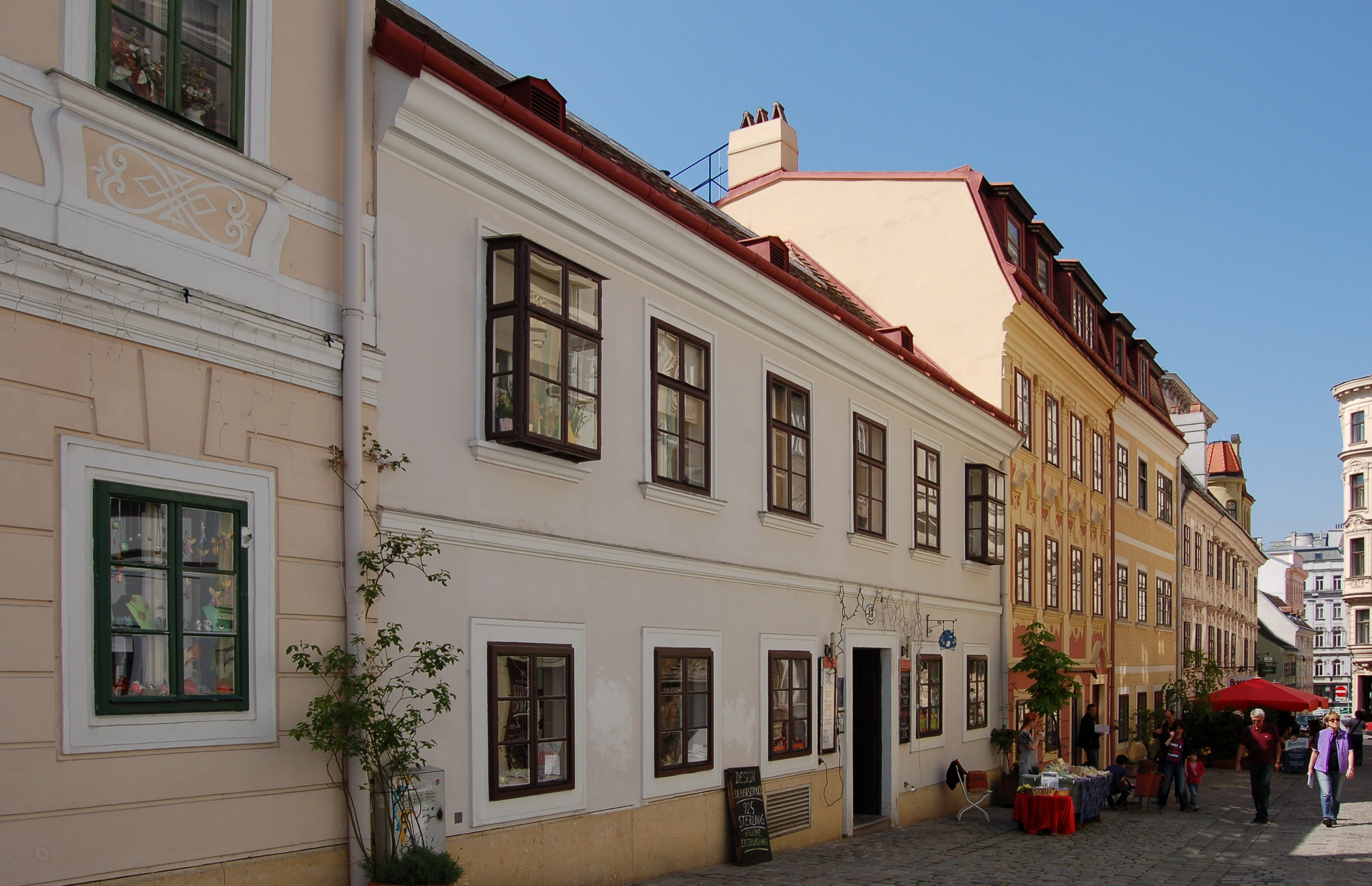
Spittelberg
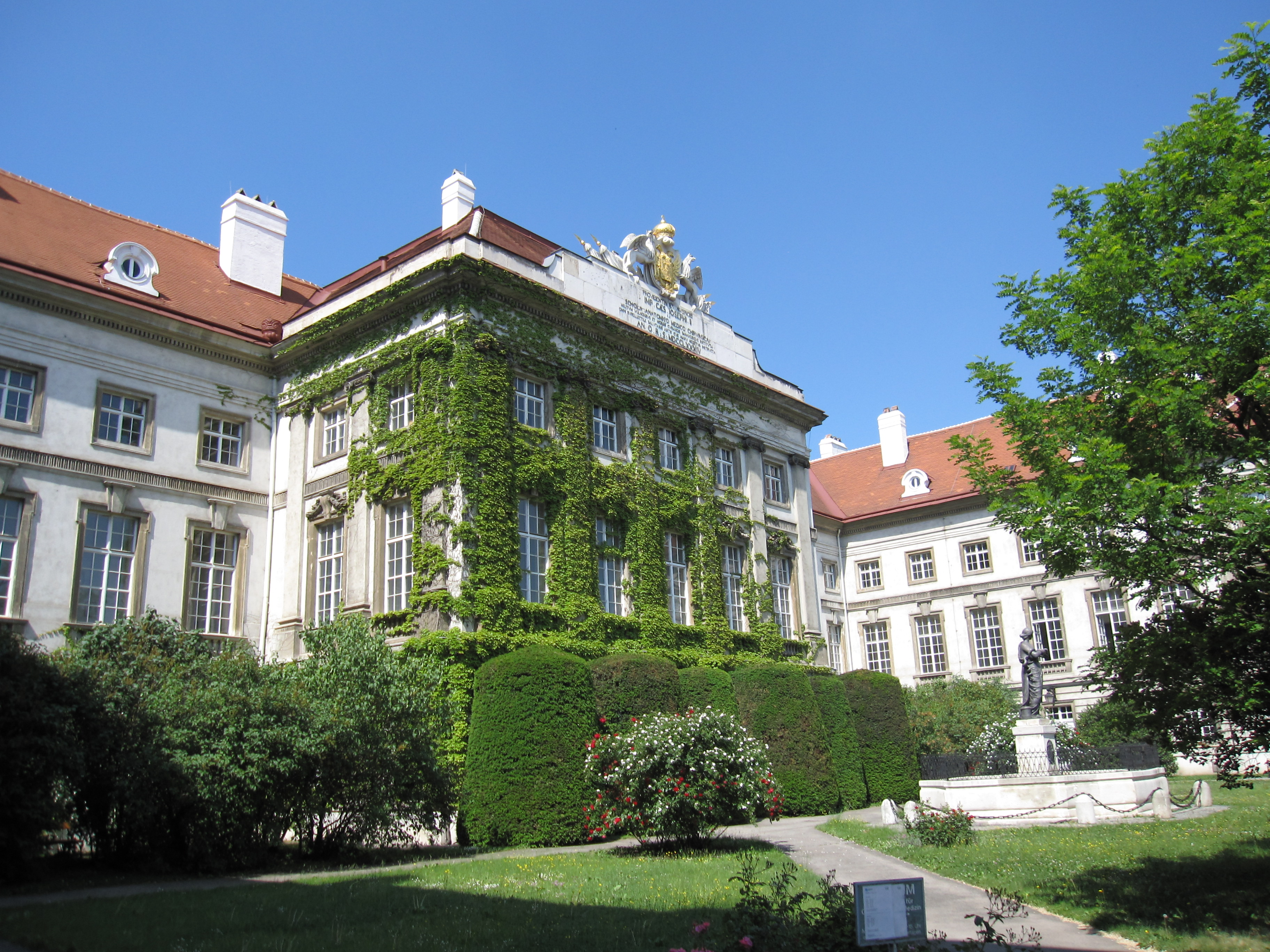
Josephinum
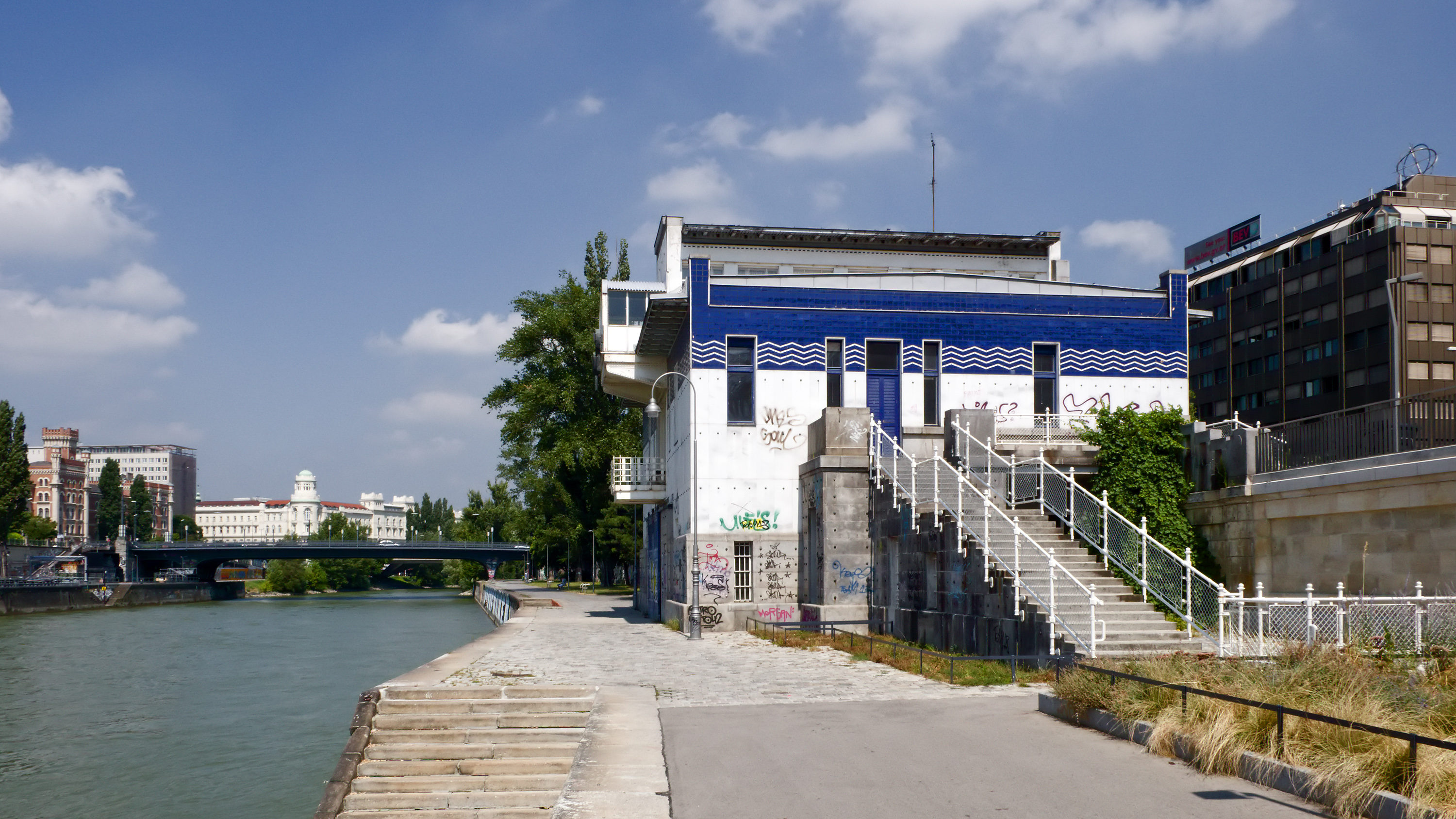
A Duna-csatorna partja
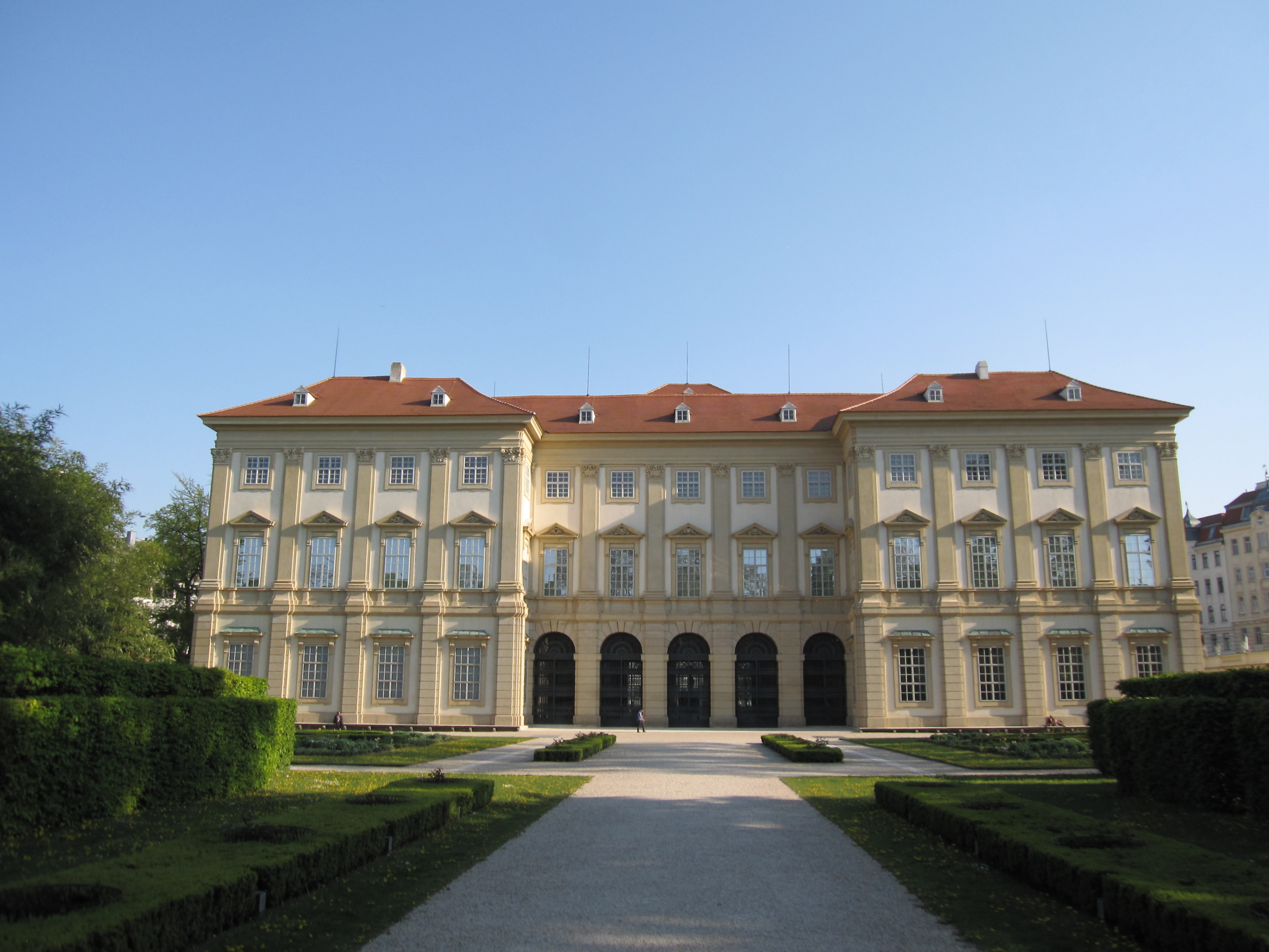
Liechtenstein-palota
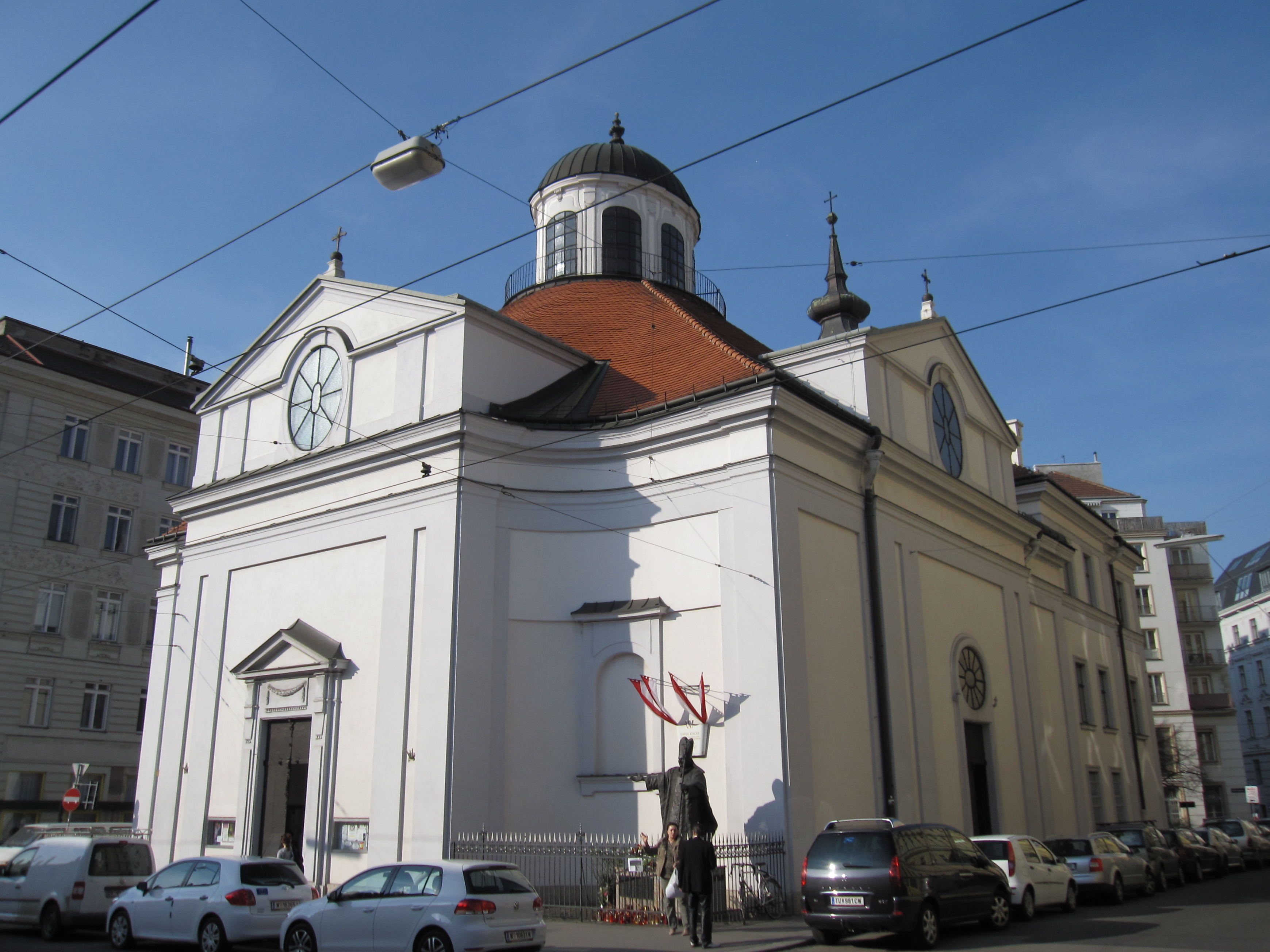
Gardekirche

## Fordítás
Ez a szócikk részben vagy egészben  a   Historisches Zentrum von Wien című német Wikipédia-szócikk ezen változatának fordításán alapul.  Az eredeti cikk szerkesztőit annak laptörténete sorolja fel. Ez a jelzés csupán a megfogalmazás eredetét és a szerzői jogokat jelzi, nem szolgál a cikkben szereplő információk forrásmegjelöléseként.